# سیاره فراخورشیدی احتمالاً زیست‌پذیر

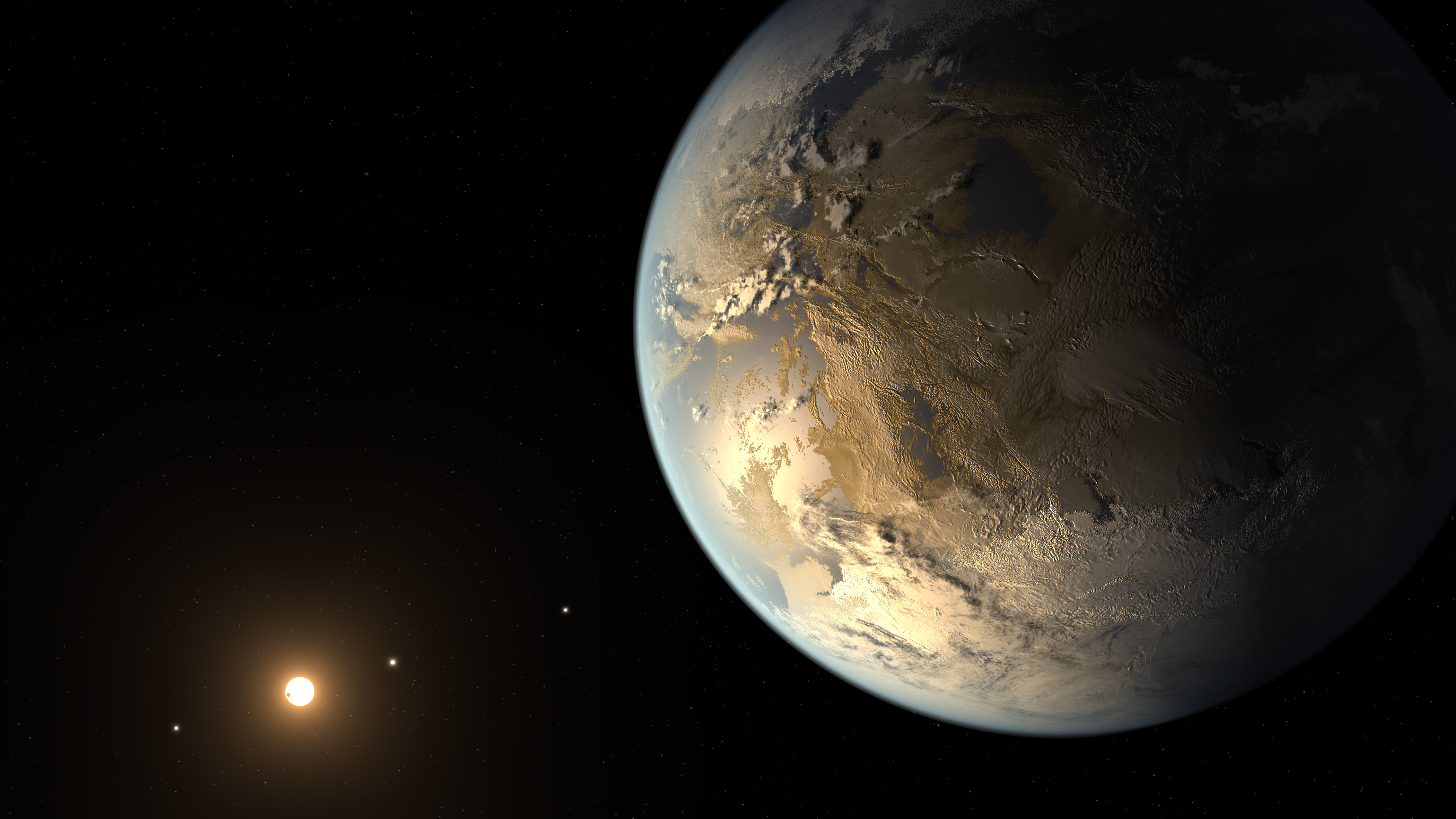
تصویر خیالی از یک سیارهٔ فراخورشیدی زیست‌پذیر

سیارهٔ فراخورشیدی احتمالاً زیست‌پذیر سیارهٔ فراخورشیدی فرضی است که ممکن است در آن نوعی حیات فرازمینی وجود داشته باشد. تا مارس ۲۰۲۰، ۵۵ سیارهٔ فراخورشیدی احتمالاً زیست‌پذیر کشف شده‌است.